# اندیس حیدرآباد
حیدرآباد یک اندیس فلزی است که در حوالی شهر خونیک استان سیستان و بلوچستان قرار دارد و مادهٔ معدنی موجود در آن، مس است.  